# André Duléry de Peyramont
Pour les articles homonymes, voir Peyramont.
André Adolphe Duléry de Peyramont est un magistrat et homme politique français né le 5 novembre 1804 à Sauviat-sur-Vige (Haute-Vienne) et mort le 24 janvier 1880 à Versailles (Yvelines).
Il est membre de la famille Duléry, anciennement du Léris, ou du Leyris, de Peyramont appartenant à la noblesse du Limousin et de la Marche.

## Biographie
Avocat, puis magistrat, il est procureur à Limoges en 1830, puis procureur général en 1831, toujours à Limoges. Il devient député de la Creuse de 1839 à 1842, puis député de la Haute-Vienne de 1842 à 1848, tout en continuant à exercer comme magistrat. En 1846, il est nommé procureur général à Angers. 
En 1851, il est procureur général à Limoges et démissionne lors du coup d’État du 2 décembre. 
Il réintègre la magistrature en 1858 comme conseiller à la cour d'appel de Paris, puis comme avocat général à la Cour de cassation en 1859 puis conseiller à la Cour de cassation en 1862. En 1871, il est élu représentant de la Haute-Vienne, siégeant avec les monarchistes orléanistes. Il est député de la Haute-Vienne du 8 février 1871 au 7 mars 1876, puis sénateur de la Haute-Vienne de 1876 à 1880. 
Il était aussi conseiller général et président du conseil général de la Haute-Vienne (1871-1876),et Membre du Conseil Supérieur des Prisons. Chevalier de la Légion d'honneur (1842).
Il a épousé Marie-Gabrielle Cruveilhier (1821-1872), fille du professeur Jean Cruveilhier (1791-1874), président de l'Académie de Médecine , commandeur de la Légion d'honneur, et de Jenny Grellet des Prades de Fleurelles. 
Il est le père de Jean-Georges Duléry de Peyramont (1846-1882), Secrétaire général de la Préfecture du Puy-de-Dôme de 1871 à 1873, ancien sous-préfet de Sceaux (1872-1877), avocat à la cour d'appel de Paris, et de Jenny Duléry de Peyramont (1844-1898) épouse d'Eugène Tallon (1836-1902), député, Président de Chambre à la Cour d'Appel de Lyon, Chevalier de la Légion d'Honneur (1884).

## Sources
- « André Duléry de Peyramont », dans Adolphe Robert et Gaston Cougny, Dictionnaire des parlementaires français, Edgar Bourloton, 1889-1891 [détail de l’édition]

- Famille Dulery, anciennement du Leyris, de Peyramont. https://gallica.bnf.fr/ark:/12148/bpt6k1120080.r=nadaud%20dulery%20de%20peyramont?rk=21459;2
- https://gallica.bnf.fr/ark:/12148/bpt6k30715j/f80.item.r=peyramont
- Nadaud, Joseph. Nobiliaire du diocèse et de la généralité de Limoges, Tomes 1 et 2 : https://gallica.bnf.fr/ark:/12148/bpt6k30715j/f80.item.r=peyramonthttps://gallica.bnf.fr/ark:/12148/bpt6k307146/f52.item.r=peyramont
- https://bnl-bfm.limoges.fr/s/bibliotheque-virtuelle/item/6239
- https://gallica.bnf.fr/ark:/12148/bd6t511456998/f3.image.r=de%20Peyramont%20porcelaine%20sauviat?rk=150215;2